# Oak Creek (Colorado)
Oak Creek é uma cidade  localizada no estado americano de Colorado, no Condado de Routt.

## Demografia
Segundo o censo americano de 2000, a sua população era de 849 habitantes.
Em 2006, foi estimada uma população de 791, um decréscimo de 58 (-6.8%).

## Geografia
De acordo com o United States Census Bureau tem uma área de 0,7 km², dos quais 0,7 km² cobertos por terra e 0,0 km² cobertos por água. Oak Creek localiza-se a aproximadamente 2264 m acima do nível do mar.

## Localidades na vizinhança
O diagrama seguinte representa as localidades num raio de 64 km ao redor de Oak Creek.